# Efeito integrativo
Efeito integrativo é o efeito provocado quando do julgamento dum recurso no qual a nova decisão não será uma decisão autônoma, pero, antes de tudo, será uma parte da decisão pretérita. Ou seja, o efeito dá ensejo a uma nova decisão no processo que será um complemento da decisão original, integra-la-á. É o efeito típico dos embargos declaratórios.